# チアゾリジンジオン

チアゾリジンジオンの構造式

チアゾリジンジオン（Thiazolidinedione）はグリタゾン（Glitazone）とも呼ばれる化合物で、その誘導体（チアゾリジン系糖尿病薬、TZD）は2型糖尿病の治療に用いられる。
1995年に最初のチアゾリジン系医薬品が承認された。
チアゾリジンジオンの酸素原子を1つ硫黄原子に置き換えたものをロダニンと言う。

## 作用機序
TZDはPPAR（ペルオキシソーム増殖因子応答性受容体）のγサブタイプ刺激薬として作用する。
このレセプターの内因性リガンドは遊離脂肪酸およびエイコサノイドである。
PPARγが活性化されるとレチノイドX受容体（RXR）と共にDNAに結合し、様々な遺伝子の転写の促進・抑制に関与する。

### PPARγによる転写促進

PPARγによる転写促進機序

活性化されたPPAR/RXRヘテロ二量体は、ターゲット遺伝子の上流にあるペルオキシソーム増殖因子ホルモン応答要素遺伝子に、核内受容体コアクチベーター1やCREB結合タンパク質等多くのコアクチベーターを伴って結合し、遺伝子の発現を亢進させる。

活性化による作用：
- インスリン抵抗性改善
- 脂肪細胞分化制御[1]
- VEGF誘導性血管新生阻害[2]
- レプチン分泌量減少（食欲増進）
- いくつかのインターロイキン（IL-6等）減少
- 抗増殖性作用[3]
- アディポネクチン増加

TZDはまた、脂肪およびグルコースの代謝に関係する数種の蛋白質合成を増加させ、ある種の脂質および脂肪酸の再利用を低下させる。
TZDは全般的にトリグリセリドを低下させ、HDL-CおよびLDL-Cを上昇させる。
この場合のLDL-C上昇はLDL粒子を「大きく」し、アテローム生成能を減弱させる。この臨床的意義は現在の処明らかでない。
TZDの一つロシグリタゾン（日本国内未承認）は心不全や脳卒中を増加させるとして欧州で承認を一時停止（販売中止）された。

### PPARγによる転写抑制

PPARγによる転写抑制機序

PPARγとコアクチベーターが結合するとNF-κB等の炎症誘発性転写因子に結合するコアクチベータが消費され、各種インターロイキンや腫瘍壊死因子といった炎症発生に関与する遺伝子の転写が減少する。

## チアゾリジン系抗糖尿病薬（TZD）
化学的には、これらの化合物はチアゾリジンジオンの誘導体である。
- ロシグリタゾン（アバンディア）：米国で販売中であるが、いくつかの臨床研究により心血管イベントの増加が示唆されたため、欧州では市場から撤退した。2013年の新データによる再評価の結果、米国FDAは使用制限を解除した。
- ピオグリタゾン（アクトス）：膀胱癌リスクの増加が懸念されたため、フランスおよびドイツでは承認を停止された[5]。
- ロベグリタゾン（英語版）（Duvie）：韓国で承認されている。
- トログリタゾン（ノスカール・レズリン）：薬剤による肝炎のため、米国で承認が取り消された。これを受けて日本でも販売中止された。

他のTZDには、実験室で用いられるネトグリタゾンのほか、開発中止されたリボグリタゾン、シグリタゾン等がある。

## 適応
TZDは2型糖尿病にのみ適応を持つ。
多嚢胞性卵巣症候群（PCOS）、非アルコール性脂肪性肝炎（NASH）、
乾癬
自閉症、
卵巣過剰刺激症候群（顆粒膜細胞中のVEGF阻害による）、
扁平毛孔性苔癬、その他への適応が研究されている。
いくつかのタイプのリポジストロフィーはインスリン抵抗性を生ずるが、その治療にはTZDが有効である。
TZDが初期段階の乳癌の成長を妨げるとの指摘がある。

## 副作用および禁忌
肝炎トログリタゾンで約2万人に1人の割合で肝障害が発現して販売中止になったことで、TZDにも肝炎発現率の上昇や肝不全の発生に対する懸念が広がっている。そのため、米国FDAは、TZDの投与開始後1年間は、2〜3ヶ月毎に血中肝酵素を測定するよう推奨している。2008年時点で、新規TZDであるロシグリタゾンやピオグリタゾンでは肝障害に関する問題は発生していない。
浮腫TZDの主な副作用は体液貯留による浮腫であり、その発現率は5%未満であるが、著明な体液貯留は代償不全を引き起こし、予測不能な心不全の原因となり得る。
従って、TZDを使う際は、特に心室機能不全（NYHA III度またはIV度）の患者に用いる場合には、体液貯留および体重増加について医師および患者への警告が必要である。
心疾患以前の研究ではロシグリタゾンおよびピオグリタゾンで冠動脈疾患および心発作のリスクが上昇するとされたが、その一方で、小血管疾患、大血管疾患、プラーク進展は有意に防止する。これらの臨床試験からFDA諮問委員会（2007 - 2013）はメディアを用いた大規模な勧告を行い、ロシグリタゾンの使用量を相当量減少させた。2013年11月、FDAは冠動脈疾患患者に対するロシグリタゾンの使用制限を解除した。新しい勧告はメタアナリシスに基づくものであったが、一貫性を持って収集され裁定されたものではなく、心血管障害を評価できるようにデザインされたものではなかった。一方、大規模臨床試験の一つ（RECORD試験）は心血管イベントを評価できるよう設計されており、ロシグリタゾンによる心筋梗塞の増加がないことを結論付けていた。その結論はFDAの再評価後も変わらなかった。しかし、欧州EMAはRECORD試験の信頼性に疑念を抱き、その結果からは心不全発現の有無について何方とも結論できないとしている。
低血糖TZDではスルホニルウレアに比べて低血糖リスクは低下しており、メトホルミン（多くのエビデンスが集積されている）と同程度である。
体重増加TZDはスルホニルウレア（エビデンスの量は中程度）と同程度の体重増加がある。
黄斑浮腫TZDは黄斑浮腫を引き起こし、網膜を傷害して部分的失明の原因になり得るが、失明は糖尿病自身の症状でもある。いくつかの症例を示し、眼症状が現れたら服用を中止すべきとする報告もある。後ろ向きコホート研究で、TZDと糖尿病性黄斑浮腫（DME）の増加との関連を示したものもある。後ろ向きコホート研究で、TZDと糖尿病性黄斑浮腫（DME）の増加との関連を示したものもある。1年または10年使用することでリスクは2または3増加し、インスリンと併用するとリスクは3に上昇する。
骨折10の無作為化比較臨床試験を統合したメタアナリシス（患者数：13,715名）で、チアゾリジン系（TZD、ロシグリタゾンまたはピオグリタゾン）群と他薬（他系統薬またはプラセボ）群が比較され、TZD群で45%の骨折リスク上昇が認められた。女性患者ではリスク上昇が見られたが、男性患者では有意な上昇は見られなかった。